# Паткуль (род)
Паткуль — дворянский род, происхождение которого доныне не выяснено, но предки которого уже в первой половине XV века владели дворянскими имениями в Лифляндии.
Владимир Григорьевич Паткуль (умер в 1855 г.) был ревельским комендантом и членом генерал-аудиториата. Его сын, Александр Владимирович (1817—1877), воспитывался с императором Александром II , был генерал-адъютантом, Санкт-Петербургским обер-полицмейстером и членом военного совета.
Род Паткуль внесен в дворянский матрикул Лифляндской и Эстляндской губерний и в VI часть родословной книги Санкт-Петербургской губернии.

## Описание герба
В Золотом поле рядом три черные башни, из которых средняя превосходит другие.
Щит увенчан дворянскими шлемом и короной. Нашлемник: два буйволовых рога, попеременно окрашенные золотом и чернью. Намет на щите чёрный, подложенный золотом.

## Известные представители
- Паткуль, Иоганн Рейнгольд (1660—1707) — наиболее известный представитель рода, русский дипломатический агент во время Северной войны.
- Карл Густав фон Паткуль (эст. Karl Gustav von Patkul‎; 5 мая 1686 — 26 марта 1750), племянник предыдущего
  - Паткуль, Рейнгольд Людвиг (Григорий Карлович) (1730—1801) — русский генерал, сын предыдущего
    - Паткуль, Владимир Григорьевич (1783—1855) — русский генерал, генерал от инфантерии, участник Отечественной войны 1812 года, сын предыдущего
      - Паткуль, Александр Владимирович (1817—1877) — друг детства императора Александра II, русский генерал от инфантерии, Санкт-Петербургский обер-полицмейстер 
∞  Паткуль, Мария Александровна, рожд. де Траверсе
- Барон Паткуль, Георг Рейнгольд (1656—1723) — шведский офицер времён Северной войны, генерал-майор